# SKE48 1+1は2じゃないよ!
『SKE48♥1+1は2じゃないよ!』（エスケーイーフォーティーエイト いちたすいちはにじゃないよ）は、2010年11月9日から東海ラジオで放送されているラジオ番組である。2011年4月からは日曜日のプロ野球デーゲームが休止または薄暮開催となる日に『SKE48♥1+1+1は3じゃないよ!』（エスケーイーフォーティーエイト いちたすいちたすいちはさんじゃないよ）が、2014年10月からは『SKE48♥1×1は1じゃないよ!』（エスケーイーフォーティーエイト いちかけるいちはいちじゃないよ）も開始されており、本項では各番組についても併せて述べる。

## 概要
毎週月曜日から金曜日に放送されている（2010年度ナイターオフシーズンは火曜日から土曜日に放送していた）10分間の帯番組が『1+1は2じゃないよ!』、土曜日（プロ野球のデーゲーム開催がない場合または薄暮開催の場合）に放送されている60分間の生ワイド番組が『1+1+1は3じゃないよ!』、日曜日に放送されていた30分間の単独パーソナリティ番組が『1×1は1じゃないよ!』で、各番組ともSKE48の冠番組である。
『1+1は2じゃないよ!』のテーマは「ガチンコ『トーク力対決』ゲーム!!!」でSKE48のメンバーが毎回2人ずつ交代で出演し、テーマに沿ったトークバトルゲームをガチンコで繰り広げる。この対戦者両人は“強きバトラー”と呼ばれる。勝敗や順位はリスナーによる投票で決定され、最高得点者には番組からご褒美が用意されている。
『1+1+1は3じゃないよ!』のテーマは「SKE48だらけの1時間」であり、放送は生放送（稀に収録放送）で、SKE48のメンバーが毎回3人ずつ出演する。30分放送時代前は、リスナーとの対決コーナー（内容はマニフェスト対決やエアグルメレポートなど）や、リスナーにニックネームを付けるコーナーのほか、エンディングでは「1つだけ激辛のある物」が入ったものを食べる企画もあった。
『1×1は1じゃないよ!』は約2か月間（計8回）1人のメンバーが番組を担当し、ひとりしゃべりのメンバーのトークを楽しむプログラムである。また、SKE48メンバーと電話でトークをするコーナーや、直筆のハガキ投稿者のみが、採用されるコーナーもある。
また、番組終了後に収録された反省会動画をYouTubeより毎週火曜日午前10時に配信されている。
2022年3月27日、日曜日の『1×1は1じゃないよ!』が放送終了。同年4月以降は、土曜日の『1+1+1は3じゃないよ!』の放送時間が30分から1時間に変更となっている。

## 出演者
基本的にSKE48の中から2人（『1+1+1は3じゃないよ!』は3人、『1×1は1じゃないよ!』は1人）が出演。
- SKE48メンバー
- みつ吉 - 番組プロデューサー。『1+1は2じゃないよ!』の「バトルゲーム」結果発表時などに出演。生放送の『1+1+1は3じゃないよ!』ではキュー出しを行なう声がそのままOAされている。反省会動画のカメラマンも担当している。

### 過去の出演者
- 角田智美 - 月末のみ[注 6]テレビ新潟（TeNY）移籍まで出演[注 7]。
- 村重杏奈（HKT48TeamKIV） - 2012年7月10日放送分[注 8]に出演。
- 江藤彩也香（元HKT48研究生） - 2012年7月9日放送分[注 8]に出演。
- 成田香織 - SKE48チームF なり吉として『1+1は2じゃないよ!』の「バトルゲーム」結果発表時のみ出演。
- 松原敬生 - 『1+1+1は3じゃないよ!』の「SKEとおじいちゃん」コーナーのみ。2018年3月24日放送にて降板。
- 山崎聡子 - 東海ラジオアナウンサー。対決内容のナレーション担当。

### 1×1は1じゃないよ歴代パーソナリティ
- 谷真理佳（2014年10月2日 - 12月4日）
- 宮前杏実（2014年12月11日 - 2015年1月29日）
- 江籠裕奈（2015年2月5日 - 3月26日、2021年12月5日 - 2022年1月23日、2月20日[注 9]）
- 石田安奈（2015年4月5日 - 5月31日）
- 大場美奈（2015年6月7日 - 8月6日）
- 矢方美紀（2015年8月13日 - 10月11日）
- 熊崎晴香（2015年10月18日 - 12月13日、2019年10月27日 - 12月15日、2021年5月9日 - 6月20日、7月4日）
- 東李苑（2015年12月20日 - 2016年2月7日）
- 二村春香（2016年2月14日 - 4月3日）
- 古畑奈和（2016年4月10日 - 8月21日、2019年5月12日 - 6月30日、2020年11月22日 - 2021年1月10日、2022年2月20日[注 9]）
- 日高優月（2016年8月28日 - 11月13日）
- 髙寺沙菜（2016年11月20日 - 2017年1月8日）
- 小畑優奈（2017年1月15日 - 5月7日、12月10日 - 2018年1月28日）
- 松本慈子（2017年5月14日 - 7月2日）
- 竹内彩姫（2017年7月9日 - 9月17日）
- 北川綾巴（2017年9月24日 - 12月3日）
- 菅原茉椰（2018年2月4日 - 3月25日）
- 北野瑠華（2018年4月1日 - 5月20日）
- 高柳明音（2018年5月27日 - 7月29日）
- 井上瑠夏（2018年8月5日 - 9月23日）
- 岡田美紅（2018年9月30日 - 11月18日）
- 須田亜香里（2018年11月25日 - 2019年1月13日）
- 大谷悠妃（2019年1月20日 - 3月10日）
- 野島樺乃（2019年3月17日 - 5月5日）
- 浅井裕華（2019年7月7日 - 8月25日）
- 佐藤佳穂（2019年9月1日 - 10月20日）
- 上村亜柚香（2019年12月22日 - 2020年2月9日）
- 髙畑結希（2020年2月16日 - 4月5日）
- 太田彩夏（2020年4月12日 - 5月31日）
- 松井珠理奈（2020年6月7日 - 7月26日）
- 平田詩奈（2020年8月2日 - 9月20日）
- 相川暖花（2020年9月27日 - 11月15日）
- 西満里奈（2021年1月17日 - 3月7日）
- 福士奈央（2021年3月14日 - 5月2日）
- 岡本彩夏（2021年7月11日 - 8月1日、22日、29日、9月26日、10月3日）
- 末永桜花（2021年8月8日[注 10]）
- 鈴木恋奈（2021年8月15日[注 10]）
- 田辺美月（2021年9月5日[注 10]）
- 斉藤真木子（2021年9月12日[注 10]）
- 鎌田菜月（2021年9月19日[注 10]）
- 野村実代（2021年10月10日 - 11月28日）
- 坂本真凛（2022年1月30日、2月6日、27日 - 3月27日）
- 北川愛乃（2022年2月13日[注 11]）

## 放送時間
下記の時刻は全て日本標準時（JST）。

### 『1+1は2じゃないよ!』
- 2010年11月9日 - 2011年4月2日
毎週火曜 - 土曜 20:30 - 20:40
土曜日のみ『ジェイムスのやるときはやるJ!』に内包。
- 2011年4月4日 - 9月30日、2022年3月28日 - 2025年3月27日
毎週月曜 - 金曜 21:40 - 21:50（プロ野球ナイター中継延長により繰り下げあり）
- 2011年10月3日 - 2022年3月25日
毎週月曜 - 金曜 21:30 - 21:40（プロ野球ナイター中継延長により繰り下げあり）
- 2025年3月28日 - 
毎週月曜 - 金曜 21:45 - 21:55（プロ野球ナイター中継延長により繰り下げあり）

### 『1+1+1は3じゃないよ!』
- 2011年4月17日 - 2011年9月25日
日曜 14:00 - 15:00（プロ野球デーゲーム中継と重なる場合は休止）
- 2011年10月9日 - 2012年3月18日
日曜 15:00 - 16:00
- 2012年4月8日 - 2012年9月30日
日曜 21:00 - 22:00（プロ野球デーゲーム中継延長により繰り下げあり。ナイター中継と重なる場合は休止）
- 2012年10月7日 - 2015年3月29日
日曜 20:00 - 21:00（プロ野球デーゲーム中継延長により繰り下げあり。ナイター中継と重なる場合は休止）
- 2015年4月4日 - 2018年3月24日
土曜 19:00 - 20:00（プロ野球デーゲーム中継延長により繰り下げあり。ナイター中継と重なる場合は休止または夕方での放送枠移動で放送）
- 2018年4月7日 - 2022年3月26日
土曜 22:00 - 22:30（プロ野球ナイター中継がある場合は、中継延長有無にかかわらず休止）
- 2022年4月2日 - 2023年3月25日
土曜 22:00 - 23:00（プロ野球ナイター中継がある場合は、中継延長有無にかかわらず休止）
- 2023年4月1日 - 
土曜 21:00 - 22:00（プロ野球ナイター中継がある場合は、中継延長有無にかかわらず休止）

### 『1×1は1じゃないよ!』
- 2014年10月2日 - 2015年3月26日
木曜 21:00 - 21:30
- 2015年4月5日 - 2017年9月24日
日曜 20:00 - 20:30（プロ野球ナイター中継と重なる場合は休止）
- 2017年10月8日 - 2018年4月1日
日曜 18:30 - 19:00（プロ野球ナイター中継と重なる場合は休止）
- 2018年4月8日 - 2019年3月31日
日曜 23:30 - 24:00（プロ野球ナイター中継延長により繰り下げあり）
- 2019年4月7日 - 2022年3月27日
日曜 23:00 - 23:30（プロ野球ナイター中継延長により繰り下げあり）

## 1+1は2じゃないよ!対決内容
『1+1は2じゃないよ!』放送開始以降行われた対決は以下のとおり。対決前のフレーズは「このバトルでは、○○（テーマ）を、鍛えてもらうよーん」。
- 即興セールストーク「ショップSKE」（第1ラウンド） - ショップSKEの店員となり、お題となる商品のセールストークを行う。（2010年11月9日 - 2010年12月18日）
投票結果 : 第1位 松井珠理奈、第2位 松井玲奈、第3位 木﨑ゆりあ
※第1位のご褒美は「番組で1週間好きなことができる権利」で『1+1は2じゃないよ!〜天下獲ったぜ!珠理奈のやりたい放題大作戦!!〜』として2011年2月8日 - 12日に放送された。
- 妄想・想像・表現力を鍛える「SKE物語」（第2ラウンド） - 与えられたシチュエーションでSKEオリジナル物語をつくる。BGMは『まんが日本昔ばなし』の使用曲。（2010年12月22日 - 2011年2月5日）
投票結果 : 第1位 須田亜香里、第2位 松井珠理奈、第3位 向田茉夏
※第1位のご褒美は「番組で1週間好きなことができる権利」で『1+1は2じゃないよ!〜天下獲ったぜ!亜香里のやりたい放題大作戦!!〜』として2011年3月29日 - 4月2日に放送された。
- 対応力・演技力を鍛える「こんな時何て言うのぉ?」（第3ラウンド） - 日常で有りそうな場面でどう対処するかを状況に応じて演じる。（2011年2月15日 - 3月26日 ）
投票結果：第1位　木﨑ゆりあ　第2位　松井珠理奈　第3位　大矢真那
※第1位のご褒美は「番組で1週間好きなことができる権利」で『1+1は2じゃないよ!〜天下獲ったぜ!ゆりあのやりたい放題大作戦!!〜』として2011年5月23日 - 27日に放送された。
- ディスクジョッキー力を鍛える「イントロ曲紹介バッチリ決め大作戦!!!」（第4ラウンド） - SKE48の数ある曲の中からガチ即興抽選で選びその曲のイントロ曲紹介をオリジナルでバッチリ決める。（2011年4月5日 - 5月16日）
投票結果：第1位　高柳明音　第2位　矢神久美　第3位　内山命
※第1位のご褒美は「番組で1週間好きなことができる権利」で2011年8月29日 - 9月2日に放送された。
- 表現力・団結力を鍛える「2人で協力! 連想クイズ大作戦!!!」（第5ラウンド） - 次から次へと出題される有名人やモノの名前から連想されるヒントを相方に出し、ヒントを聞いた相方がその有名人やモノの名前を答え、制限時間内に何問正解できるかを競うゲーム。結果は正解数+投票数で決定し、45秒になると馬の鳴き声で交代となる。（2011年5月17日 - 7月12日、2012年4月16日 - 4月20日にも実施 ）
投票結果：第1位　小木曽汐莉・小林亜実　第2位　大矢真那・竹内舞　第3位　松井珠理奈・木﨑ゆりあ
（リベンジ第1位 高田志織・今出舞）
※第1位のご褒美は「番組で1週間好きなことができる権利」で2011年10月17日 - 21日に放送された。
（リベンジ第1位のご褒美は「番組で3日間好きなことができる権利」で2011年10月10日 - 12日に放送された。）
- 作文力を鍛える「即興3文字作文大作戦」（第6ラウンド） - 50音が書かれた平仮名のカードを3枚引いて、引いた順に「あいうえお作文」を作る。（2011年7月13日 - 8月23日）
投票結果：第1位　向田茉夏　第2位　松井玲奈　第3位　松井珠理奈
※第1位のご褒美は「番組で1週間好きなことができる権利」で2011年12月12日 - 16日に放送された。
- レポート力を鍛える「即興情景描写大作戦」（第7ラウンド） - 風景写真が描かれたカードを引いて、その風景を30秒で情景描写する。（2011年8月24日 - 10月24日）
投票結果：第1位　木下有希子　第2位　松井玲奈　第3位　高柳明音
※第1位のご褒美は「番組で1週間好きなことができる権利」で2012年2月27日 - 3月2日に放送された。
- なりきり&演技力を鍛える「即興なりきり大作戦」（第8ラウンド） - 物・人名・生物の名前の書かれたカードを1枚引いて、出た「モノ」に30秒成りきる。（2011年10月25日 - 12月5日）
投票結果：第1位　石田安奈　第2位　松井玲奈　第3位　松村香織
※第1位のご褒美は「番組で1週間好きなことができる権利」で2012年3月5日 - 9日に放送された。
- エアグルメレポート力を鍛える「即興エアグルメレポート」（第9ラウンド） - 食べ物のメニューが書かれたカードを引いて、出たメニューで「エアグルメレポート」する。（2011年12月6日 - 2012年2月8日）
投票結果：第1位　加藤るみ　第2位　松井玲奈　第3位　木下有希子
※第1位のご褒美は「番組で1週間好きなことができる権利」で『1+1は2じゃないよ!〜天下獲ったぜ!るみのやりたい放題大作戦!〜』として2012年4月30日 - 5月4日に放送された。
- 演説力を鍛える「マニュフェスト演説大作戦」（第10ラウンド） - ある国の国王になってもらい、「あなたならどんな国にするか」のマニュフェストを発表する。（2012年2月9日 - 4月25日）
投票結果：第1位　松井玲奈　第2位　松井珠理奈　第3位　木下有希子
※第1位のご褒美は「番組で1週間好きなことができる権利」で『1+1は2じゃないよ!〜天下獲ったぜ!玲奈のやりたい放題大作戦〜』として2012年7月2日 - 6日に放送された。
- 協調力・即興演技力を鍛える「2人で協力!即興ハッピードラマ大作戦」（第11ラウンド） - ある場面と配役が書かれたカードを引いて、出た場面と配役で「即興ハッピードラマ」を80秒以内で演じる。（2012年4月26日 - 7月11日）
投票結果：第1位　松井玲奈・今出舞　第2位　松井珠理奈・石田安奈　第3位　矢神久美・向田茉夏
※第1位のご褒美は「番組で1週間好きなことができる権利」で『1+1は2じゃないよ!〜天下獲ったぜ!玲奈のやりたい放題大作戦!〜』として2013年4月15日 - 19日に放送された。
- 協調力・即興演技力を鍛える「即興作詞作曲バトル大作戦」（第12ラウンド） - キーワードが書かれたカードを3枚引いて、30秒以内で3つのキーワードを必ず使って作曲をする。（2012年7月12日 - 8月29日）
投票結果：第1位　桑原みずき　第2位　木本花音　第3位　新土居沙也加
※第1位のご褒美は「番組で1週間好きなことができる権利」で『1+1は2じゃないよ!〜天下獲ったぜ!みずきのやりたい放題大作戦!〜』として2013年3月25日 - 29日に放送された。
- 「おしり2文字しりとり大作戦」（第13ラウンド） - お題カードを引いてそのワードから「おしり2文字しりとり」を始める。2人で協力して制限時間1分間で何回繋げられるかを競う。（2012年8月30日 - 10月17日）
投票結果：第1位　松村香織・市野成美、大矢真那・松井珠理奈
※第1位のご褒美は「番組で1週間好きなことができる権利」で『1+1は2じゃないよ!〜天下獲ったぜ!かおたんとなるちゃんのやりたい放題大作戦〜』として2013年6月10日 - 14日に、『SKE48 1＋1は2じゃないよ!公開録音〜やっと実現したぜご褒美企画!大矢真那と松井珠理奈がスペシャルライブやっちゃうぜ大作戦!〜[注 13]』として2015年10月12日 - 16日にそれぞれ放送された。
- 宣伝力を鍛える「キャッチーなキャッチコピーをつけちゃうぞ大作戦」（第14ラウンド） - 9月19日にリリースされたSKE48のファーストアルバム『この日のチャイムを忘れない』のキャッチコピーを考えて発表する。（2012年10月18日 - 12月4日）
投票結果：第1位　金子栞　第2位　高柳明音　第3位　松井玲奈
※第1位のご褒美は「番組で1週間好きなことができる権利」で『1+1は2じゃないよ!〜天下獲ったぜ!金ちゃんのやりたい放題大作戦〜』として2013年10月21日 - 25日に放送された。
- 想像力・芸術力を鍛える「2じゃないよ!番組オリジナルキャラクターを創っちゃうぞ大作戦」（第15ラウンド） - 「2じゃないよ!番組オリジナルキャラクター」の名前を考えて発表する。（2012年12月5日 - 2013年2月5日）
投票結果：第1位　古川愛李　第2位　矢方美紀　第3位　柴田阿弥
※第1位のご褒美は「番組で1週間好きなことができる権利」で『1+1は2じゃないよ!〜天下獲ったぜ!愛李のやりたい放題大作戦〜』として2014年7月7日 - 11日に放送された。
- 即興表現力を鍛える「言葉を!指令で!表現大作戦」（第16ラウンド） - ある言葉が書かれたカードと指令カードをそれぞれ引いて、その「言葉」を「指令」通りに表現する。（2013年2月6日 - 3月22日、4月3日）
投票結果：第1位　松村香織
※第1位のご褒美は「番組で1週間好きなことができる権利」
- ディベート力を鍛える「ガチでディベート大作戦」（第17ラウンド） - カードを1枚引きそのカードに書かれている対になる言葉をそれぞれどちらか選ぶ。自分の選んだ言葉の方がより「いいね」と思わせるような討論を90秒行なう。（2013年4月1日 - 5月22日、2014年3月28日）
投票結果：第1位　柴田阿弥
※第1位のご褒美は「番組で1週間好きなことができる権利」で『1+1は2じゃないよ!〜天下獲ったぜ!阿弥のやりたい放題大作戦〜』として2015年2月24日、5月4日 - 7日に放送された。
- 未来予想力を鍛える「2じゃないよ的未来予想大作戦」（第18ラウンド） - 年齢カードを1枚引き、カードに書かれた年齢の対戦相手の未来を予想する。（2013年5月23日 - 8月5日）
投票結果：第1位　須田亜香里
※第1位のご褒美は「番組で1週間好きなことができる権利」で『1+1は2じゃないよ!〜天下獲ったぜ!亜香里のやりたい放題大作戦〜』として2016年6月13日 - 17日に放送された。
- 文字並び替え連想力を鍛える「名前ごちゃまぜ並び替えゲーム」（第19ラウンド） - ある有名人やSKE48のメンバーの名前が一文字一文字がバラバラにシャッフルされているので、答える人はそれを頭の中で正しく並びかえて45秒で答える。（2013年8月6日 - 9月23日、12月11日 - 12月13日）
投票結果：第1位　市野成美
※第1位のご褒美は「番組で1週間好きなことができる権利」で『1+1は2じゃないよ!〜天下獲ったぜ!成美のやりたい放題大作戦〜』として2016年8月29日 - 9月2日に放送された。
- 洞察力を鍛える「メンバーのあんな所こんな所を!?PRしちゃうぜ!!ウフっ大作戦」（第20ラウンド） - 目の前にいる相手のあんな所こんな所をそれぞれ40秒間でPRする。前半20秒は天使PRタイム、後半20秒は悪魔PRタイム。（2013年12月16日 - 2014年2月27日）
投票結果：第1位　江籠裕奈
※第1位のご褒美は「番組で1週間好きなことができる権利」で『1+1は2じゃないよ!〜天下獲ったぜ!江籠裕奈のやりたい放題大作戦〜』として2016年11月14日 - 11月18日に放送された。
- 萎え萎え力を鍛える「萎え萎えゼリフだ!これ演技だからね!大作戦」（第21ラウンド） - ある問いかけや質問が書かれたカードを1枚引き、書かれている内容に相手が思わずテンションだだ下がりになってしまうような「萎え萎えゼリフ」で返す。[注 14]（2014年2月28日 - 4月30日）
投票結果：第1位　古畑奈和
※第1位のご褒美は「番組で1週間好きなことができる権利」で『1+1は2じゃないよ!〜天下獲ったぜ!古畑奈和のやりたい放題大作戦〜』として2016年12月12日 - 12月16日に放送された。
- 洞察力・表現力を鍛える「これ誰のモノマネしてんの当ててちょ!大作戦」（第22ラウンド） - SKE48のメンバーの声モノマネをして、そのモノマネが誰のモノマネをしているのか答える。（2015年3月5日 - 5月15日）
投票結果：第1位　荒井優希、北野瑠華
※第1位のご褒美は「番組で1週間好きなことができる権利」で『1+1は2じゃないよ!〜天下獲ったぜ!北野瑠華&荒井優希のやりたい放題大作戦!!!〜』として2018年8月9日 - 8月15日に放送された。
- 洞察力、説明力を鍛える「私の取り扱いには注意してね!メンバーの取り扱い説明書つくっちゃお大作戦〜!」（第23ラウンド） - お互いの取扱い説明書を作って発表する。メンバーと接する際の注意点などをわかりやすく端的に説明する。（2015年5月18日 - 10月6日）
投票結果：第1位　山田樹奈
※第1位のご褒美は「番組で1週間好きなことができる権利」で『1+1は2じゃないよ!〜天下獲ったぜ!山田樹奈のやりたい放題大作戦!!!〜』として2018年8月30日 - 9月5日に放送された。
- 推理力、発想力を鍛える「これって何を表わす数字か勝手に予想しちゃおうぜ!大作戦」（第24ラウンド） - 箱の中にある数字カードを引き、その数字が一体なにを表わす数字なのかを自分なりに発表する。（2015年10月7日 - 12月28日）
投票結果：第1位　江籠裕奈
※第1位のご褒美は「番組で1週間好きなことができる権利」で『1+1は2じゃないよ!〜天下獲ったぜ!江籠裕奈のやりたい放題大作戦!!!〜』として2020年5月18日 - 5月22日に放送された。
- 想像力、創作力を鍛える「あんな事いいな!できたらいいな!こんなモノあったらいいな!大作戦!」（第25ラウンド） - 100年後には絶対あるはず、あったらいいなぁ、嬉しいなぁと思うアイテムを発表する。（2015年12月29日 - 2016年3月16日）
投票結果：第1位　菅原茉椰
※第1位のご褒美は「番組で1週間好きなことができる権利」で『1+1は2じゃないよ!〜天下獲ったぜ!菅原茉椰のやりたい放題大作戦!!!〜』として2020年5月25日 - 5月29日に放送された。
- バラエティー力を鍛える「ボケてボケてボケまくれ!やっぱ大喜利っていいわぁ!大作戦」（第26ラウンド） - 大喜利のお題が書かれたカードを引き、そのお題にボケてボケてボケまくる。（2016年3月17日 - 10月4日）
投票結果：第1位　青木詩織
※第1位のご褒美は「番組で1週間好きなことができる権利」で『1+1は2じゃないよ!〜天下獲ったぜ!青木詩織のやりたい放題大作戦!!!〜』として2020年6月1日 - 6月5日に放送された。
- 語彙力・発想力を鍛える「このアルファベットって何を表わす3文字!?大作戦」（第27ラウンド） - アルファベットが書かれたカードを3枚引き、そのカードを自由に組み合わせて何を表わすかを発表する。（2016年10月5日 - 11月30日）
投票結果：第1位　福士奈央
※第1位のご褒美は「番組で1週間好きなことができる権利」で『1+1は2じゃないよ!〜天下獲ったぜ!福士奈央のやりたい放題大作戦!!!〜』として2020年6月15日 - 6月19日に放送された。
- 観察力・表現力を鍛える「メンバーのキャッチコピーをキャッチーに考えちゃおう!大作戦」（第28ラウンド） - 世の中の人に、よりメンバーを分かって頂ける様な分かりやすく特徴をとらえたキャッチコピーをよりキャッチーに考えて発表する。（2016年12月1日 - 2017年6月14日、8月28日）
投票結果：第1位　浅井裕華
※第1位のご褒美は「番組で1週間好きなことができる権利」で『1+1は2じゃないよ!〜天下獲ったぜ!浅井裕華のやりたい放題大作戦!!!〜』として2020年6月22日 - 6月26日に放送された。
- 営業力・伝達力を鍛える「SKE48のマネージャーになってSKE48を売り込め!大作戦!」（第29ラウンド） - 箱の中のカードを1枚引き、書かれているキーワードを使ってSKE48をより多くの方に興味をもってもらえるように30秒で売り込む。（2017年6月15日 - 8月25日、8月29日 - 10月23日）
投票結果：第1位　福士奈央
※第1位のご褒美は「番組で1週間好きなことができる権利」で『1+1は2じゃないよ!〜天下獲ったぜ!福士奈央のやりたい放題大作戦!!!〜』として2020年6月29日 - 7月3日に放送された。
- 語彙力・盛り上げ力を鍛える「三本締めに歌詞をつけよう!大作戦」（第30ラウンド） - 飲み会や宴会の最後をしめる三本締めにメンバーなりの歌詞をつけて、その場を盛り上げる。（2017年10月24日 - 2018年4月9日）
投票結果：第1位　須田亜香里
※第1位のご褒美は「番組で1週間好きなことができる権利」で『1+1は2じゃないよ!〜天下獲ったぜ!須田亜香里のやりたい放題大作戦!!!〜』として2020年7月27日 - 7月31日に放送された。
- ネーミングセンス・アピール力を鍛える「メンバーにあだ名をつけちゃおう!大作戦」（第31ラウンド） - 画期的で独創的で尚且つ、メンバーの特色がより前面に出たあだ名を考える。（2018年4月10日 - 10月17日）
投票結果：第1位　熊崎晴香
※第1位のご褒美は「番組で1週間好きなことができる権利」で『1+1は2じゃないよ!〜天下獲ったぜ!熊崎晴香のやりたい放題大作戦!!!〜』として2020年7月13日 - 7月17日に放送された。
- 洞察力・必殺技ネーミングセンスを鍛える「メンバーの必殺技を勝手に考えちゃおう!大作戦」（第32ラウンド） - メンバーがここぞという時に使う、強くてアイドルっぽい相手をメロメロにしちゃう必殺技を考える。（2018年10月18日 - 2019年6月10日）
投票結果：第1位　松本慈子
※第1位のご褒美は「番組で1週間好きなことができる権利」で『1+1は2じゃないよ!〜天下獲ったぜ!松本慈子のやりたい放題大作戦!!!〜』として2020年7月6日 - 7月10日に放送された。
- 洞察力・創造力を鍛える「これであなたも金メダル!大作戦」（第33ラウンド） - メンバーが金メダルを獲得できそうなパンチのきいた種目を勝手に考える。（2019年6月11日 - 11月1日）
投票結果：第1位　江籠裕奈
※第1位のご褒美は「番組で1週間好きなことができる権利」で『1+1は2じゃないよ!〜天下獲ったぜ!江籠裕奈のやりたい放題大作戦!!!〜』として2020年7月20日 - 7月24日に放送された。
- 抜群のセンスが問われるDJ力を鍛える「即興指令でイントロ曲紹介女王は誰だ!大作戦」（第34ラウンド） - SKE48の曲名が書かれたカードと言葉カードを引き、その曲のイントロ部分で引いた言葉を必ず使ってオリジナル曲紹介をする。（2019年11月4日 - 2020年5月15日、6月8日 - 6月12日、2021年4月19日）
- シチュエーション判断力・選曲センスを鍛える「こういう時はこの曲でぴったりんこ大作戦!」（第35ラウンド） - 日常生活によくありがちなシチュエーションにぴったりなSKE48の曲を選曲する。（2020年8月3日 - 2021年3月5日）
- 即興バラエティー力を鍛える「バラエティー番組対応力UP!UP!大作戦!」（第36ラウンド） - お題が書かれたカードを1枚引き、カードに書かれたお題にリスナーが大爆笑してしまう面白い回答をする。（2021年3月8日 - 4月16日、4月20日 - 8月20日）
- 即興ラップ力を鍛える「ノリノリ!アゲアゲ!即興ラップ大作戦!」（第37ラウンド） - お題が書かれたカードを１枚引き、カードに書かれたお題で、ノリノリ、アゲアゲ、テンション爆上りになる即興ラップで盛り上げる。（2021年8月23日 - 9月3日、10月3日 - 2022年1月21日）
- 発想力・表現力を鍛える「言い換えって楽しいね!言い換えちゃおう大作戦!」（第38ラウンド） - 物の名前や事柄が書かれたカードを１枚引き、書かれた内容を抜群のセンスでちょっと笑える表現で言い換える。（2022年1月24日 - 2月28日、4月1日 - 5月6日、5月16日 - 6月3日、6月13日 - 8月26日）
- 洞察力を鍛える「一番○○なメンバーは誰じゃ〜大作戦!」（第39ラウンド） - お題が書かれたカードを1枚引き、カードに書かれたお題にぴったりなメンバーは誰かを答える。（2022年8月29日 - 12月16日、12月26日 - 30日、2023年1月9日 - 2月24日、3月6日 - 3月31日）
- ネーミングセンスを鍛える「アレにあだ名をつけちゃおう!大作戦!」（第40ラウンド） - お題が書かれたカードを1枚引き、カードに書かれたお題に独創的な”あだ名”をつける。（2023年4月3日 - 6月9日、6月19日 - 7月28日、8月7日 - 8月25日）
- セールストーク力を鍛える「2じゃないよ!ショッピング!」（第41ラウンド） - メンバーがお店の店員となって、即興で出てくるモノを30秒でリスナーが欲しくなるようなセールストークをする。（2023年8月28日 - 10月13日、10月23日 - 12月1日、12月18日 - 2024年2月9日）
- バラエティーセンスを鍛える「目指せ!バラエティーのヒーロー!大作戦!」（第42ラウンド） - 大喜利のお題が書かれたカードを1枚引き、そこに書かれたお題でリスナーが大爆笑するおもしろ回答をする。（2024年2月12日 - 6月7日、6月17日 - 6月28日）
- ワードセンスを鍛える「オリジナルの言葉を完成させよう!大作戦!」（第43ラウンド） - ことわざの一部が書かれたカードを引いて、その一部をメンバーのセンスで完成させる。（2024年7月1日 - 12月6日、12月23日 - 12月31日）
- 表現力を鍛える「どんな指令でもかかってこいやぁぁぁ!大作戦!」（第44ラウンド） - 相方が選んだ言葉を相方が考えた指令通りに全力で表現する。（2025年1月1日 - 1月17日、1月27日 - 6月6日、6月16日 - ）

### 特別企画
SKE48のCD発売日には宣伝を兼ねて特番が組まれる。また予告アナウンスの際には出演メンバーにより「めでたい、めでたい！」と合いの手が入れられる。
- 『私たちリベンジいっぱいしてるから!もう飽きちゃったの!今日は好きな曲をかけちゃうぞ!耳かっぽじって聴いてねスペシャル大作戦〜〜!!』（2012年6月26日、27日、29日・そのほかにも選曲のみで進行する日もある）
- フリートーク力を鍛える『臨時緊急特別企画!!!次回誰かみんな予想してね大作戦』 - 次回番組に出演するメンバーについて名前を言わずにトークして、リスナーに誰のことを話しているのかを予想してもらう。（2013年9月24日 - 10月11日、2014年5月1日 - 5月28日）
- 『この秋にぴったりな曲をOAしちゃおう大作戦!!』（2013年10月14日 - 11月5日）
- 『もう私たちは、お題ひとつだけあればどれだけでもトークできちゃうぜ!!!テーマでガチトークだバッキバキ大作戦〜!』（2013年11月6日 - 12月10日、2014年5月29日・5月30日、2014年6月9日 - 6月11日・26日 - 7月2日）
- 『谷真理佳ちゃん!2じゃないよ!1週間勉強大作戦!』 - HKT48から移籍してきた谷真理佳に、今まで同番組で対決してきたゲームを体験してもらう。（2014年6月2日 - 6月6日）
- 『大場美奈ちゃん!2じゃないよ!1週間勉強大作戦!』 - SKE48に完全移籍した大場美奈に、今まで同番組で対決してきたゲームを体験してもらう。（2014年6月12日 - 6月18日）
- 『山内鈴蘭ちゃん!2じゃないよ!1週間勉強大作戦!』 - AKB48から移籍してきた山内鈴蘭に、今まで同番組で対決してきたゲームを体験してもらう。（2014年6月19日 - 6月25日）
- 『佐藤すみれちゃん!2じゃないよ!1週間勉強大作戦!』  - AKB48から移籍してきた佐藤すみれに、今まで同番組で対決してきたゲームを体験してもらう。（2014年7月3日・4日・14日 - 16日）
- 『緊急特別企画!ディベート5番勝負!!!佐藤すみれにかかってこいやぁぁぁ!!!』 - 佐藤すみれとメンバーに、第17ラウンドで行った「ガチでディベート大作戦」に挑戦してもらう企画。（2014年11月7日・10日 - 13日）
- 『10月22日のこの番組で木下有希子ちゃんは2じゃないよ最後の出演予定だったけど東海ラジオが大好きだから出演しちゃったよ!これが本当に本当の最後の出演だよ!木下有希子にかかってこいやぁぁぁ!!!』 - （2014年11月17日 - 21日）
- 『私が選ぶSKE48のイントロ神曲はこれだぁぁぁぁぁ!!!』 - （2014年11月24日 - 12月22日）
- 『年末緊急特別企画!2じゃないよ的2014年を懺悔で締めくくっちゃおうぜ!放送で言える範囲でごめんなちゃいしちゃうよ大作戦〜〜!』（2014年12月23日 - 31日）
- 『年始緊急特別企画! 私、2015年絶対これ実行してみせます!2015年○○宣言するから今年一年私をちゃんとみててね!2015年もヨロシク大作戦〜!!!』[注 15]（2015年1月1日 - 2月13日）
- 『緊急特別企画!SKE48ドキュメンタリー映画、「アイドルの涙 DOCUMENTARY of SKE48」が、2/27（金）から公開される（された）ね!ってことは、もちろん宣伝しまくらなきゃいかんでしょ!てか、宣伝するっしょ!みんな!絶対観てね!観まくってね大作戦〜〜!』（2015年2月16日 - 2月20日、2月25日 - 3月4日）
- 『2期生デビュー10周年スペシャル!!!』（2019年3月25日 - 4月1日）
- 『9月1日にリリースされました28枚目のシングル【あの頃の君を見つけた】についてガッツリトークしちゃいました!!!』[注 16]（2021年9月3日 - 10月1日）
- 『すいーとむーん SKE48ユニット曲特別公演対抗戦 優勝おめでとうスペシャル!』（2022年3月1日 - 3月31日）
- 『2じゃないよ!祝!放送3000回めでたすぎるSP!』（2022年5月9日 - 5月13日）
- 『チームS新公演「愛を君に、愛を僕に」スタートめでたすぎるスペシャル』（2022年6月6日 - 6月10日）
- 『TOKAI RADIO WinterSpecial2022 開催期間限定企画!目の前のメンバーに〇〇大作戦!』（2022年12月19日 - 12月23日）
- 『チームKⅡ新公演「時間がない」宣伝しまくり1週間ぶちぬきスペシャル!』（2023年1月2日 - 1月6日）
- 『2じゃないよ!シャチフレNewSingle「I's PRIDE」宣伝しまくり1週間ぶちぬきSP!』（2023年2月27日 - 3月3日）
- 『スペシャルウィーク限定スペシャルトーク企画!目の前の人の〇〇大作戦!』（2023年6月12日 - 6月16日）
- 『チームE新公演「声出していこーぜ!!!」宣伝しまくり1週間ぶちぬきスペシャル!』（2023年7月31日 - 8月4日）
- 『6期生だらけの日高優月卒業1週間ぶちぬきスペシャル!』（2023年10月16日 - 10月20日）
- 『2じゃないよ!祝!放送3400回突破&もうすぐクリスマスだねSP!』（2023年12月4日 - 12月15日）
- 『TOKAI RADIO SnmmerSpecial!!!期間限定企画!目の前のメンバーに〇〇大作戦!』（2024年6月10日 - 6月14日）
- 『8期生8周年めでたすぎるスペシャル!!!』（2024年8月7日・8日）
- 『2じゃないよ!Winter SpecialだよSpecial!どんな指令でもかかってこいやぁぁぁ大作戦!』（2024年12月9日 - 12月13日）
- 『2じゃないよ!斉藤真木子vs◯◯ 斉藤真木子卒業SP 1週間やりたい放題大作戦!』（2024年12月16日 - 12月20日）
- 『井上瑠夏1st写真集「僕から先に言わせてくれ」もっともっと宣伝しまくり1週間ぶちぬきスペシャル!!! 』（2025年1月20日 - 1月24日）
- 『2じゃないよ!Summer SpecialだよSpecial限定企画!目の前のメンバーに〇〇大作戦!』（2025年6月9日 - 6月13日）

## 1×1は1じゃないよ!コーナー
『1×1は1じゃないよ!』放送開始以降行われている、主なコーナーは以下のとおり。
レギュラーコーナー
- 私、コレ好きなんです!(メンバーが毎回、ある一つのはまっていることについてトークを展開する)
- やっぱ! 直筆っていいわぁぁぁぁ!!!(メンバーが手書きのハガキ・封書限定で紹介するコーナー)

不定期コーナー
- タメト〜〜〜〜〜〜ク
- あの人と!しゃべりたいんです!
- イントロの美学

この他、メンバー毎に企画コーナーを行う。

## 特別番組
- 『SKE48♥1+1は2じゃないよ!SKE48♥1+1+1は3じゃないよ!公開録音!〜夏だからってバテてる場合じゃないよ!〜』（2011年8月27日 16:00 - 17:00）[注 17]
- 『SKE48♥1+1は2じゃないよ!SKE48♥1+1+1は3じゃないよ!公開録音!〜夏だからってバテてる場合じゃないよ!夏+夏+夏は!お祭りだぜぇぇぇぇぇぇ!!!〜』（2012年9月1日 16:00 - 17:00）[注 18]
- 『東海ラジオ SKE48♥1+1は2じゃないよ!公開録音!〜この番組はもうすぐ放送1000回だぜぇぇぇ! 500+500は!1000じゃないよっ! in ナゴヤドーム〜』（2014年6月23日 19:00 - 19:30）[注 19]
- 『東海ラジオ SKE48♥1+1は2じゃないよ!　祝!放送1000回突破記念スペシャル!!　〜500＋500は1000じゃないよ!〜』（2014年9月27日 16:30 - 17:00）[注 20]
- 『SKE48♥1+1は2じゃないよ!Annex!』（2015年7月25日 15:30 - 16:00）[注 21]
- 『SKE48♥1+1は2じゃないよ!公開録音 〜放送1500回突破まであと225回だねスペシャル!750＋750は1500じゃないよ!〜』（2015年9月30日 20:00 - 21:00）[注 22]
- 『SKE48♥1+1は2じゃないよ!公開録音 〜1500回突破記念スペシャル!1500回突破したからって調子に乗ってる場合じゃないよ!〜』（2016年9月27日 20:00 - 21:00）[注 23]
- 『SKE48♥1+1は2じゃないよ!公開生放送 〜あと212回で放送2000回だからって調子にのってる場合じゃないし、今回は生放送だから時間ちゃんと守ろうぜスペシャル!公開生放送は中止になっちゃったけど、東海ラジオ本社Aスタジオから27名でバッキバキに1時間生放送しちゃうぜ大作戦!!!!!〜』（2017年9月17日 18:00 - 19:00）[注 24]
- 『SKE48♥1+1は2じゃないよ! in 笠松競馬場秋まつり』（2017年10月28日 16:30 - 17:00）[注 25]
- 『東海ラジオ「SKE48♥1+1は2じゃないよ!」公開生放送 〜放送2000回突破記念スペシャル!　2000回突破したからって調子に乗ってる場合じゃないよ!〜』（2018年9月17日 18:00 - 19:00）[注 26]
- 東海ラジオ大感謝祭2019『SKE48♥1+1は2じゃないよ!公開生放送!〜もうすぐ放送2500回記念スペシャルライブ!もうすぐ2500回だからって調子にのってる場合じゃないよ!〜』（2019年9月22日 14:00 - 15:00）[注 27]
- 東海ラジオ大感謝祭2020『SKE48♥1+1は2じゃないよ!祝!放送2500回突破!&今年は2じゃないよ10周年イヤー!めでたすぎてビビりまくりスペシャル!!!』（2020年9月12日 14:00 - 15:00）
- 『SKE48♥1×1は1じゃないよ!〜野島樺乃!松本慈子と一緒に!夏の白馬で大はやぎスペシャル!〜』（2021年6月27日 23:00 - 23:30）
- TOKAI RADIO 公開録音『SKE48♥1+1+1は３じゃないよ!〜モレラ岐阜で岐阜メンバーが岐阜三昧でちょっ!〜』（2023年5月13日 14:15 - 14:45）[注 28]
- TOKAI RADIO公開収録『SKE48♥1+1は2じゃないよ!祝!放送3400回突破めでたすぎるスペシャル!』（2023年12月2日 16:30 - 17:00）[注 29]